# Sistema monetario della Repubblica di Firenze

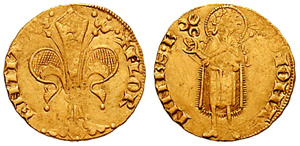
Il fiorino d'oro

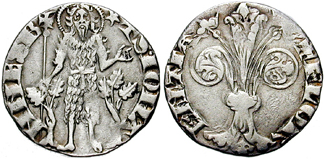
Il fiorino d'argento

La Repubblica di Firenze adottò un proprio sistema monetario che, grazie alla stabilità del fiorino d'oro, ottenne un vasto riconoscimento anche internazionale.

## Storia
Fino alla metà del Duecento il sistema monetario fiorentino seguì il sistema corrente europeo basato ancora sulla monetazione argentea introdotta da Carlo Magno verso la fine dell'VIII secolo; questo sistema aveva come unità di conto il soldo in argento, con i suoi multipli calcolati in base 12, per cui 12 denari facevano un soldo e venti soldi facevano una lira d'argento.
Pur avvalendosi di questo sistema di calcolo generale, le monete circolanti in Italia nel XIII secolo erano svariate, anche se in Toscana era molto diffuso il grosso d'argento veneziano del valore di 4 denari, coniato sia a Pisa che a Lucca. Il problema più grande, oltre alle normali oscillazioni del mercato, era la difformità del peso delle monete, dovuto sia alla naturale consunzione che alla diffusa pratica della "calìa", ossia il raschiamento del bordo delle monete per ricavarne un po' di metallo prezioso.
Nel 1252 i fiorentini decisero di coniare una propria moneta e così nacque il fiorino d'oro, del peso di 3.53 grammi con il giglio impresso su una faccia e san Giovanni Battista, patrono della città, sull'altra; il sistema monetario in base 12 venne rispettato, per cui occorrevano 12 denari per un soldo e 20 soldi per un fiorino, che si impose pertanto come nuova unità di conto in oro anziché in argento. 
L'antica monetazione non venne comunque abbandonata, per cui accanto al fiorino d'oro apparve anche quello in argento, del valore di un ventesimo di quello d'oro (per cui un fiorino in argento aveva il valore di un soldo - sottomultiplo del fiorino - in oro); anche il fiorino d'argento aveva i suoi sottomultipli in base 12, per cui servivano 12 denari, detti piccioli per un soldo e 20 soldi per un fiorino d'argento. Bisogna tenere presente però che sia i soldi e i denari aurei, che le lire argentee, non vennero mai messi in circolazione e rimasero pertanto semplici unità di calcolo.
Per semplificare il discorso e soprattutto per capire ciò che realmente passava per le mani dei cambiatori fiorentini, basta tenere presente che:
- un fiorino d'oro corrispondeva a 20 soldi e 240 denari in oro
- un fiorino d'argento corrispondeva a 20 soldi e 240 piccioli in argento
- un fiorino d'argento aveva il valore di un soldo in oro, per cui un ventesimo di un fiorino d'oro
- le monete realmente coniate dalla zecca fiorentina furono solamente i soldi ed i piccioli in argento ed il fiorino d'oro, per cui servivano 20 fiorini in argento per un fiorino d'oro e 4800 piccioli in argento per un fiorino d'oro.

La nuova moneta venne inizialmente accolta con un certo sospetto, ma poi riuscì ad imporsi su tutte le maggiori piazze commerciali italiane ed europee. Il detto fiorentino «San Giovanni 'un vòle inganni» deriva proprio dalla coniazione del fiorino d'oro, la cui integrità era garantita dalla zecca e dal comune di Firenze. San Giovanni Battista era infatti il patrono di Firenze e compariva, a guisa di garanzia, sul recto del fiorino.
Il fiorino d'oro ebbe corso legale fino al 1533, quando il primo duca di Firenze Alessandro I dei Medici decise di soppiantare il vecchio conio repubblicano con lo scudo che fece appositamente coniare da Benvenuto Cellini, sul quale erano impresse le insegne medicee sul suo ritratto e una croce al posto di san Giovanni sul recto.